# Impossibilium nulla obligatio est
Impossibilium nulla obligatio est, znane też w wersji Ad impossibilia nemo obligatur (łac. nikt nie jest zobowiązany do rzeczy niemożliwych) – rzymska paremia prawnicza, która stała się podwaliną jednej z podstawowych zasad praworządności i koncepcji tzw. wewnętrznej moralności prawa, a która oznacza, iż dobre prawo nie wymaga rzeczy niemożliwych od jego adresata. Nie powinien istnieć konflikt między chęcią spełniania obowiązku postępowania zgodnie z normami prawnymi a rzeczywistą niemożliwością jego realizacji. Paremia ta odnosi się głównie do stosunków zobowiązaniowych, pod postacią niemożliwości świadczenia.
 Zapoznaj się z zastrzeżeniami dotyczącymi pojęć prawnych w Wikipedii.